# Horehronie
Horehronie er en geografisk region i det centrale Slovakiet. Den ligger i distrikterne Banská Bystrica og Brezno.
Slovakiets bidrag til det europæiske melodi grandprix 2010 ved samme navn er en hyldest til regionen.
Regionen har en meget smuk natur med bjerge, floder og skove.